# Trollbeads
Trollbeads (Dánsky: Troldekugler) je dánská značka šperků, která celosvětově prodává svůj koncept nejen přívěsků na náramku. Od roku 1976 navrhuje, vyrábí a prodává přívěsky z muránského skla, sterlingového stříbra, zlata a drahých kamenů, které se navlékají na náramky a náhrdelníky. Do roku 2001 kolekci Trollbeads tvořily jen stříbrné a zlaté přívěsky, od té doby se rozrostla o přívěsky z dalších materiálů a přibyly prstýnky a náušnice. Každý rok jsou publikovány dvě velké kolekce Jaro a Podzim a menší kolekce léto a zima či kolekce k různým příležitostem, např. Den svatého Valentýna, Den Matek, Halloween a speciální limitované edice.

## Historie
Koncept značky vymyslel v roce 1976 dánský zlatník Svend Nielsen. Jeho dcera, Lise Aagaardová, později doplnila kolekci přívěsky z muránského skla a založila samostatnou společnost pod jménem Lise Aagaard Copenhagen, která tyto šperky distribuuje do zahraničí. Do roku 2012 byla ředitelkou společnosti, poté byl výkonným ředitelem jmenován Jan Stig Andersen. V tomto roce se také společnost oficiálně přejmenovala na Trollbeads A/S. Hlavní sídlo Trollbeads je v Kodani, Dánsko.

## Motto
„The Original Since 1976“ je ochranná značka a motto, které odkazuje na originalitu konceptu navlékání přívěsků na náramek, který byl v této své podobě uveden poprvé na trh právě značkou Trollbeads v roce 1976. Tento koncept je hlavním produktem této značky.

## Produkty
Trollbeads
Šperky Trollbeads od roku 1976 do roku 2000 navrhovali Søren Nielsen, Lise Aagaard a další členové rodiny. Od roku 2000 začala společnost spolupracovat s větším počtem nezávislých designerů. Všechny přívěsky jsou vyráběny ručně a liší se tedy svým vzhledem, přívěsky z muránského skla také velikostí.
People's Bead
V každoroční akci se kdokoliv může stát designérem Trollbeads. Fanoušci vkládají své návrhy a hlasují pro ty, které se jim líbí. Vítězný přívěsek se stává součástí stálé kolekce. V roce 2012 bylo vybráno 11 vítězných návrhů a vytvořily celou speciální kolekci.
Materiály
Šperky jsou z drahých kovů, a to ze sterlingového stříbra a zlata o ryzosti 22 karátů u skleněných přívěsků, 18 karátové zlato je používáno k výrobě přívěsků, prstýnků a karabin, ze 14 karátového zlata jsou náramky, náhrdelníky a bezpečnostní řetízky. Dalšími materiály jsou sladkovodní perly, drahé kameny, kůže, muránské sklo nebo Swarovského křišťálové sklo.

## Mezinárodně
Distributoři
Po roce 2000 Trollbeads expandovali do více než 35 zemí, kde mají lokální distributory, s výjimkou Skandinávie a USA.
Online
Webová stránka Trollbeads.com má jednotlivé jazykové webové stránky a sociální média jako Facebook, Twitter, Pinterest a Instagram.
Společenská odpovědnost
Trollbeads se snaží udržovat sociálně odpovědnou reputaci, a proto je od roku 2012 stala členem organizace Responsible Jewellery Council. Podílí se na řadě charitativních aktivit, např. v Indii a Malawi se zaměřily na školení a vedly k založení úspěšných podniků.